# ヴァルメンシュタイナハ
ヴァルメンシュタイナハ (ドイツ語: Warmensteinach) は、ドイツ連邦共和国バイエルン州オーバーフランケン行政管区のバイロイト郡に属する町村（以下、本項では便宜上「町」と記述する）。この保養地は、バイロイトの東約15kmのフィヒテル山地の中に位置する。

## 地理
ヴァルメンシュタイナハはヴァルメン・シュタイナハ川（暖かいシュタイナハ川）とモースバッハ川の合流点（これ以降はカルテ・シュタイナハ川（冷たいシュタイナハ川）となる）に位置する。北緯50度線が、ヴァルメンシュタイナハ地区を通っている。

### 自治体の構成
この町は、公式には18の地区 (Ort) からなる。このうち小集落や孤立農場などを除く集落を以下に列記する。
| - フレックル - ガイアースベルク - ガイアースベルク (ヒンテラー) - グラッセマン - グレンツハンマー - ヒュッテン | - ノイヴェルト - オーバーヴァルメンシュタイナハ - シュテーヒェンベルク - ヴァルメンシュタイナハ - ツァインハンマー |

## 歴史
現在、オーバーフランケンに属するヴァルメンシュタイナハは、1810年のパリ協定でフランスからバイエルン王国に移された。プロイセン王国のバイロイト侯領の一部として、ヴァルメンシュタイナハは、1807年のティルジットの和約によりフランスの管理下に置かれ、1810年にバイエルン王国領となったのである。バイエルン王国の行政改革の時代、1818年の自治体令により、現在の自治体となった。

### 人口推移
この自治体が占める領域の人口は、1970年 2,903人、1987年 2,571人、2000年 2,512人であった。

## 行政
首長は、アクセル・ヘルマン (Wahlgemeinschaft Freie Wähler Warmensteinach/Oberwarmensteinach) である。

## 文化と見所

### スポーツ
ヴァルメンシュタイナハは、多くのウィンタースポーツ、特にアルペンスキーと長距離スキーを楽しむことができる。ヴァルメンシュタイナハには、遊歩道やマウンテンバイクのコースがあり、オクゼンコプフのダウンヒルコースも用意されている。

### 旅行
ホテル、ペンション、休暇村、民宿など多くの宿泊施設がある。

### レクリエーション
- 山歩き
- マウンテンバイク
- ダウンヒルコース
- オートバイコース
- ウィンタースポーツ施設
- スキーリフト
- ノルディックスキー周回コース
- スキー学校

## 引用
1. ↑  https://www.statistikdaten.bayern.de/genesis/online?operation=result&code=12411-003r&leerzeilen=false&language=de Genesis-Online-Datenbank des Bayerischen Landesamtes für Statistik Tabelle 12411-003r Fortschreibung des Bevölkerungsstandes: Gemeinden, Stichtag (Einwohnerzahlen auf Grundlage des Zensus 2011)
2. ↑  Bayerische Landesbibliothek Online